# Vanni Lauzana
Vanni Lauzana (Mereto di Tomba, 12 febbraio 1961) è un sollevatore italiano.

## Biografia
Nato nella provincia di Udine è stato un pesista italiano che ha gareggiato a livello mondiale per tutti gli anni ottanta. I suoi record personali in una gara sono stati di 185 kg nello strappo e 230 kg nello slancio. Nel suo palmarès si contano circa 15 titoli italiani, una vittoria ai Giochi del Mediterraneo di Atene 1991, un argento europeo e un 12º posto nella categoria pesi supermassimi alle olimpiadi del 1992 a Barcellona oltre ad altre partecipazioni a manifestazioni europee. Ai Giochi del Mediaterraneo di Bari 1997 ha vinto il bronzo.

## Palmarès
- Giochi del Mediterraneo

Bari 1997: bronzo nei +108 kg;
Atene 1991: oro nei +110 kg;